# Lennart Lewné

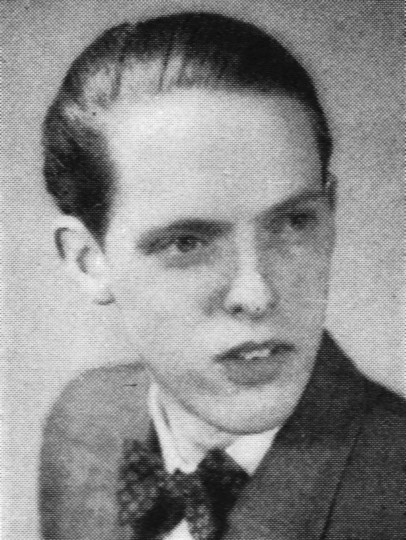
Lennart Lewné.

Lennart Knut Axel Lewné, född 18 juli 1921 i Stockholm, död 2 februari 2006 i Solna, var en svensk arkitekt. 

## Biografi

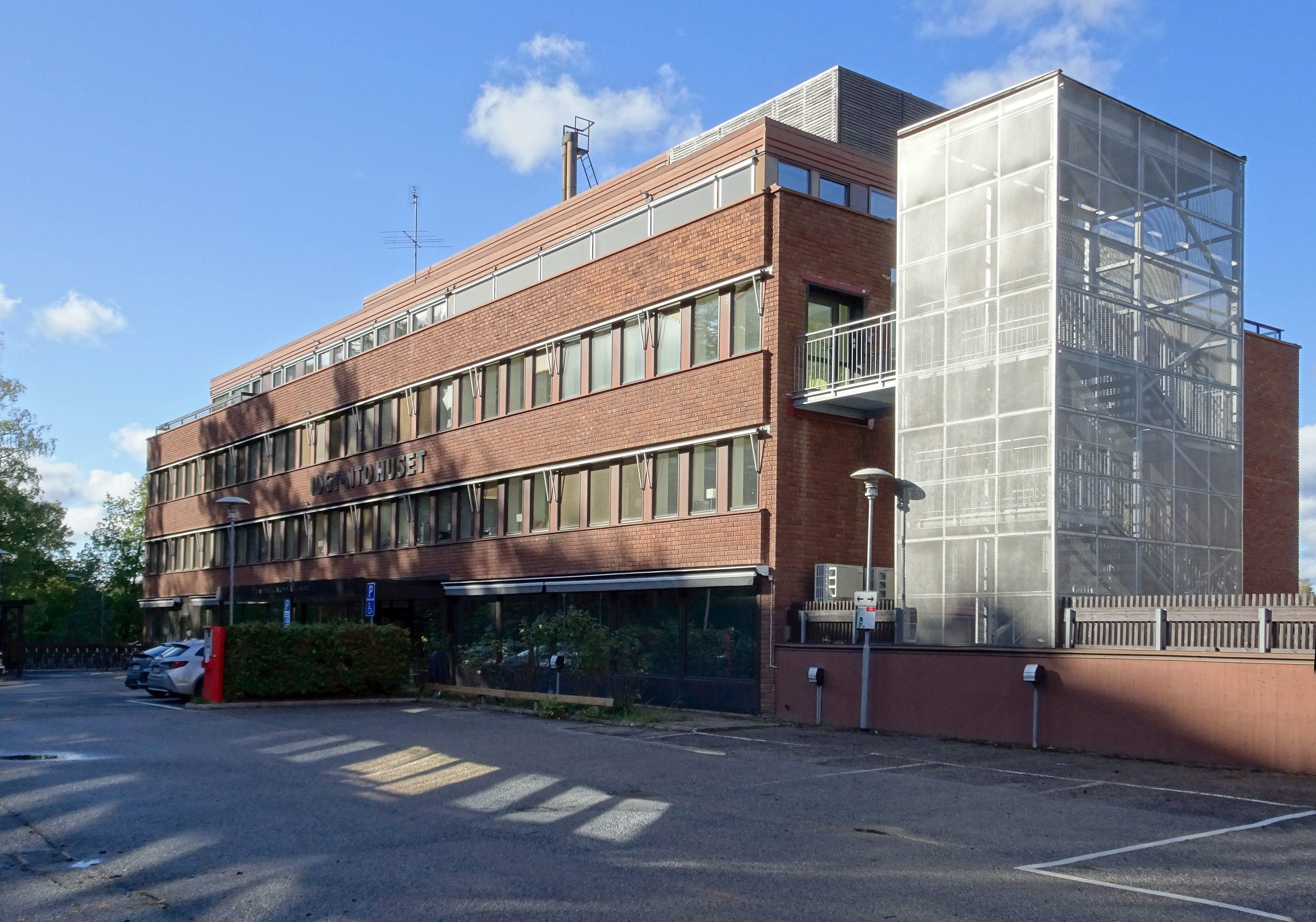
Tidningen Dagens byggnad.

Lewné var 1939-1941 anställd som ritare hos arkitekt Gustaf Clason och därefter hos Curt Björklund. Han var specialelev vid Kungliga tekniska högskolan 1949-1952. Han var anställd hos Tor Boije 1946-1961 där han ritade kontor, bostäder och skolor, bland annat för Stora Sköndal. 1962-1964 arbetade han för Carl-Evin Sandberg med projekt i bland annat Skärholmen, Bredäng och Huddinge sjukhus. 
Från 1965 till 1976 drev han egen verksamhet från Solna tillsammans med Lennart Lundgren. Båda arbetade under namnat Lundgren Lewné arkitektkontor med bland annat Södra Huvudsta, fjärrvärmeverk i Solna och Sundbyberg, Jordbro värmekraftverk samt Tidningen Dagens kontor på Stora Essingen.

### Annat
Lewné var under lång tid politiskt aktiv inom Folkpartiet som ledamot i Solna kommunfullmäktige och byggnadsnämnden samt ordförande i hälsovårdsnämnden. Hans privata intresse rörde fotografering.